# Championnats d'Europe de lutte 2019
Navigation
Édition précédente Édition suivante
Les Championnats d'Europe de lutte 2019 se déroulent du 8 avril 2019 au 14 avril 2019 à Bucarest, en Roumanie.

## Podiums

### Hommes

#### Lutte libre
| Épreuves | Or                   | Argent                   | Bronze                     |
| -------- | -------------------- | ------------------------ | -------------------------- |
| 57 kg    | Süleyman Atlı        | Muslim Sadulaev          | Mahir Əmiraslanov          |
| 57 kg    | Süleyman Atlı        | Muslim Sadulaev          | Vladimir Egorov            |
| 61 kg    | Arsen Harutyunyan    | Beka Lomtadze            | Randy Vock                 |
| 61 kg    | Arsen Harutyunyan    | Beka Lomtadze            | Recep Topal                |
| 65 kg    | Hacı Əliyev          | Selahattin Kılıçsallayan | Nachyn Kuular              |
| 65 kg    | Hacı Əliyev          | Selahattin Kılıçsallayan | Vasyl Shuptar              |
| 70 kg    | Mustafa Kaya         | Ağahüseyn Mustafayev     | Magomiedmurad Gadżijew     |
| 70 kg    | Mustafa Kaya         | Ağahüseyn Mustafayev     | Magomedrasul Gazimagomedov |
| 74 kg    | Frank Chamizo        | Zelimkhan Khadjiev       | Timur Bizhoev              |
| 74 kg    | Frank Chamizo        | Zelimkhan Khadjiev       | Avtandil Kentchadze        |
| 79 kg    | Cəbrayıl Həsənov     | Akhmed Gadzhimagomedov   | Nika Kentchadze            |
| 79 kg    | Cəbrayıl Həsənov     | Akhmed Gadzhimagomedov   | Muhammet Nuri Kotanoğlu    |
| 86 kg    | Vladislav Valiev     | Piotr Ianulov            | Fatih Erdin                |
| 86 kg    | Vladislav Valiev     | Piotr Ianulov            | Ali Shabanau               |
| 92 kg    | Şərif Şərifov        | Zbigniew Baranowski      | Irakli Mtsituri            |
| 92 kg    | Şərif Şərifov        | Zbigniew Baranowski      | István Veréb               |
| 97 kg    | Abdulrashid Sadulaev | Aliaksandr Hushtyn       | Elizbar Odikadze           |
| 97 kg    | Abdulrashid Sadulaev | Aliaksandr Hushtyn       | Nurməhəmməd Hacıyev        |
| 125 kg   | Taha Akgül           | Geno Petriashvili        | Anzor Khizriev             |
| 125 kg   | Taha Akgül           | Geno Petriashvili        | Oleksandr Khotsianivskyi   |

#### Lutte gréco-romaine
| Épreuves | Or                 | Argent           | Bronze               |
| -------- | ------------------ | ---------------- | -------------------- |
| 55 kg    | Vitaliy Kabaloyev  | Florin Tița      | Fabian Schmitt       |
| 55 kg    | Vitaliy Kabaloyev  | Florin Tița      | Eldəniz Əzizli       |
| 60 kg    | Victor Ciobanu     | Sergey Emelin    | Lenur Temirov        |
| 60 kg    | Victor Ciobanu     | Sergey Emelin    | Kerem Kamal          |
| 63 kg    | Stepan Maryanyan   | Stig-André Berge | Levani Kavjaradze    |
| 63 kg    | Stepan Maryanyan   | Stig-André Berge | Taleh Mammadov       |
| 67 kg    | Atakan Yüksel      | Gevorg Sahakyan  | Karen Aslanyan       |
| 67 kg    | Atakan Yüksel      | Gevorg Sahakyan  | Artem Surkov         |
| 72 kg    | Abuiazid Mantsigov | Cengiz Arslan    | Aik Mnatsakanian     |
| 72 kg    | Abuiazid Mantsigov | Cengiz Arslan    | Dominik Etlinger     |
| 77 kg    | Roman Vlasov       | Roland Schwarz   | Viktor Nemeš         |
| 77 kg    | Roman Vlasov       | Roland Schwarz   | Arsen Julfalakyan    |
| 82 kg    | Rajbek Bisultanov  | Lasha Gobadze    | Aleksandr Komarov    |
| 82 kg    | Rajbek Bisultanov  | Lasha Gobadze    | Emrah Kuş            |
| 87 kg    | Zhan Beleniuk      | Islam Abbasov    | Erik Szilvássy       |
| 87 kg    | Zhan Beleniuk      | Islam Abbasov    | Denis Kudla          |
| 97 kg    | Musa Evloev        | Kiril Milov      | Daigoro Timoncini    |
| 97 kg    | Musa Evloev        | Kiril Milov      | Matti Kuosmanen      |
| 130 kg   | Rıza Kayaalp       | Iakob Kajaia     | Sergey Semenov       |
| 130 kg   | Rıza Kayaalp       | Iakob Kajaia     | Alin Alexuc-Ciurariu |

### Femmes

#### Lutte féminine
| Épreuves | Or               | Argent            | Bronze                |
| -------- | ---------------- | ----------------- | --------------------- |
| 50 kg    | Oksana Livach    | Miglena Selishka  | Evin Demirhan         |
| 50 kg    | Oksana Livach    | Miglena Selishka  | Kseniya Stankevich    |
| 53 kg    | Stalvira Orshush | Lilya Horishna    | Jessica Blaszka       |
| 53 kg    | Stalvira Orshush | Lilya Horishna    | Vanesa Kaladzinskaya  |
| 55 kg    | Iryna Husyak     | Evelina Nikolova  | Bediha Gün            |
| 55 kg    | Iryna Husyak     | Evelina Nikolova  | Andreea Beatrice Ana  |
| 57 kg    | Emese Barka      | Tetyana Kit       | Alyona Kolesnik       |
| 57 kg    | Emese Barka      | Tetyana Kit       | Anastasia Nichita     |
| 59 kg    | Bilyana Dudova   | Svetlana Lipatova | Elmira Gambarova      |
| 59 kg    | Bilyana Dudova   | Svetlana Lipatova | Elif Jale Yeşilırmak  |
| 62 kg    | Taybe Yusein     | Aurora Campagna   | Tetiana Omelchenko    |
| 62 kg    | Taybe Yusein     | Aurora Campagna   | Marianna Sastin       |
| 65 kg    | Elis Manolova    | Kriszta Incze     | Mariia Kuznetsova     |
| 65 kg    | Elis Manolova    | Kriszta Incze     | Petra Olli            |
| 68 kg    | Alla Cherkasova  | Adéla Hanzlíčková | Anastasija Grigorjeva |
| 68 kg    | Alla Cherkasova  | Adéla Hanzlíčková | Jenny Fransson        |
| 72 kg    | Alina Berezhna   | Anna Schell       | Tatiana Morozova      |
| 76 kg    | Yasemin Adar     | Martina Kuenz     | Zsanett Németh        |
| 76 kg    | Yasemin Adar     | Martina Kuenz     | Aline Rotter-Focken   |